# Benoît Cosnefroy
Benoît Cosnefroy (Cherbourg-en-Cotentin, 17 ottobre 1995) è un ciclista su strada francese, vincitore di una Bretagne Classic Ouest-France, che corre per la Decathlon AG2R La Mondiale Team. Professionista dall'agosto 2017, nello stesso anno ha vinto a Bergen il titolo mondiale in linea Under-23.

## Palmarès

### Strada
- 2016 (Chambéry CF)

Annemasse-Bellegarde et Retour
3ª tappa Boucle de l'Artois (Olhain > Fruges)
- 2017 (Chambéry CF, due vittorie/AG2R La Mondiale, due vittorie)

2ª tappa Rhône-Alpes Isère Tour (Saint-Laurent-de-Mure > Saint-Laurent-de-Mure)
Classifica generale Tour du Pays Roannais
Grand Prix d'Isbergues
Campionati del mondo, Prova in linea Under-23
- 2019 (AG2R La Mondiale, cinque vittorie)

Parigi-Camembert
Grand Prix de Plumelec-Morbihan
La Poly Normande
3ª tappa Tour du Limousin (Chamboulive > Beynat)
Classifica generale Tour du Limousin
- 2020 (AG2R La Mondiale, tre vittorie)

Grand Prix Cycliste la Marseillaise
Classifica generale Étoile de Bessèges
4ª tappa Route d'Occitanie (Lectoure > Rocamadour)
- 2021 (AG2R Citroën Team, tre vittorie)

Tour du Finistère
Bretagne Classic Ouest-France
Tour du Jura Cycliste
- 2022 (AG2R Citroën Team, una vittoria)

Grand Prix Cycliste de Québec
- 2024 (Decathlon AG2R La Mondiale Team, sette vittorie)

2ª tappa Tour des Alpes-Maritimes (Villefranche-sur-Mer > Vence)
Classifica generale Tour des Alpes-Maritimes
Parigi-Camembert
Freccia del Brabante
Grand Prix du Morbihan
Tour du Finistère
Prologo Boucles de la Mayenne (Laval > Laval, cronometro)
- 2025 (Decathlon AG2R La Mondiale Team, una vittoria)

Grand Prix du Morbihan

#### Altri successi
- 2019 (AG2R La Mondiale)

Classifica giovani Tour du Limousin
- 2020 (AG2R La Mondiale)

Classifica giovani Coppa di Francia
- 2024 (Decathlon AG2R La Mondiale Team)

Classifica a punti Tour des Alpes-Maritimes
Classifica generale Coppa di Francia

## Piazzamenti

### Grandi Giri
- Tour de France

2019: 113º
2020: 116º
2021: 107º
2022: 90º
2023: 101º

### Classiche monumento
- Milano-Sanremo

2022: 78º
2023: 22º
2024: 20º
- Giro delle Fiandre

2023: 16º
- Liegi-Bastogne-Liegi

2018: ritirato
2019: 45º
2020: 18º
2021: 48º
2022: 23º
2023: 54º
2024: 16º
- Giro di Lombardia

2021: ritirato

### Competizioni mondiali
- Campionati del mondo

Doha 2016 - In linea Under-23: 81º
Bergen 2017 - In linea Under-23: vincitore
Harrogate 2019 - In linea Elite: 42º
Fiandre 2021 - In linea Elite: 19º
Wollongong 2022 - In linea Elite: 26°
Glasgow 2023 - In linea Elite: 47°
Tokyo 2020 - In linea: 57º

### Competizioni europee
- Campionati europei di ciclismo su strada

Plumelec 2016 - In linea Under-23: 4º
Herning 2017 - In linea Under-23: 2º
Plouay 2020 - In linea Elite: 10º
Trento 2021 - In linea Elite: 3º
- Campionati europei di ciclocross

Ipswich 2012 - Juniores: 18º